# 파키스탄 탈레반
파키스탄 탈레반 운동(우르두어: تحریک طالبان پاکستان, 파슈토어: تحریک طالبان پاکستان)은 파키스탄의 연방 직할 부족 지역 (FATA)의 남쪽 와지리스탄을 거점으로 카이베르파크툰크와 주와 스와트 골짜기 등 아프가니스탄과 파키스탄의 국경 지대에서 활동하는 이슬람주의 무장 조직이다.

## 같이 보기
- 하카니 네트워크
- 카이베르파크툰크와 반란